# Velika nagrada Japonske 2009
Velika nagrada Japonske 2009 je bila petnajsta dirka Svetovnega prvenstva Formule 1 v sezoni 2009. Odvijala se je 4. oktobra 2009 na dirkališču Suzuka Circuit. Zmagal je nemški dirkač Sebastian Vettel, Red Bull-Renault, drugo mesto je osvojil Jarno Trulli, Toyota, tretji pa je bil Lewis Hamilton, McLaren-Mercedes.
Na sobotnem kvalifikacijskem treningu je bilo več trčenj, najhujše je doživel Timo Glock, Toyota, ki zaradi poškodb ni mogel nastopiti na dirki. Vettel, ki je štartal iz najboljšega štartnega položaja, je vodil od štarta do cilja in zmagal, Trulli pa je ob drugih postankih prehitel Hamiltona za drugo mesto. S tem je Vettel še ostal v borbi za naslov prvaka, saj sta vodilni v prvenstvu, Jenson Button in drugouvrščeni v prvenstvu, Rubens Barrichello, osvojila le osmo in sedmo mesto. 

## Rezultati
‡ - dirkalniki, opremljeni s sistemom KERS, * - kazen.

### Kvalifikacije
| Poz | Št | Dirkač               | Konstruktor          | 1. del    | 2. del    | 3. del    | Št. m. |
| --- | -- | -------------------- | -------------------- | --------- | --------- | --------- | ------ |
| 1   | 15 | Sebastian Vettel     | Red Bull-Renault     | 1:30,883  | 1:30,341  | 1:32,160  | 1      |
| 2   | 9  | Jarno Trulli         | Toyota               | 1:31,063  | 1:30,737  | 1:32,220  | 2      |
| 3   | 1‡ | Lewis Hamilton       | McLaren-Mercedes     | 1:30,917  | 1:30,627  | 1:32,395  | 3      |
| 4   | 20 | Adrian Sutil         | Force India-Mercedes | 1:31,386  | 1:31,222  | 1:32,466  | 8*     |
| 5   | 23 | Rubens Barrichello   | Brawn-Mercedes       | 1:31,272  | 1:31,055  | 1:32,660  | 6*     |
| 6   | 6  | Nick Heidfeld        | BMW Sauber           | 1:31,501  | 1:31,260  | 1:32,945  | 4      |
| 7   | 22 | Jenson Button        | Brawn-Mercedes       | 1:31,041  | 1:30,880  | 1:32,962  | 10*    |
| 8   | 4‡ | Kimi Räikkönen       | Ferrari              | 1:31,288  | 1:31,052  | 1:32,980  | 5      |
| 9   | 2‡ | Heikki Kovalainen    | McLaren-Mercedes     | 1:31,499  | 1:31,223  | brez časa | 11*    |
| 10  | 12 | Sébastien Buemi      | Toro Rosso-Ferrari   | 1:31,196  | 1:31,103  | brez časa | 13*    |
| 11  | 16 | Nico Rosberg         | Williams-Toyota      | 1:31,286  | 1:31,482  |           | 7      |
| 12  | 7  | Fernando Alonso      | Renault              | 1:31,401  | 1:31,638  |           | 16*    |
| 13  | 5  | Robert Kubica        | BMW Sauber           | 1:31,417  | 1:32,341  |           | 9      |
| 14  | 10 | Timo Glock           | Toyota               | 1:31,550  | brez časa |           | 20     |
| 15  | 11 | Jaime Alguersuari    | Toro Rosso-Ferrari   | 1:31,571  | brez časa |           | 12     |
| 16  | 3‡ | Giancarlo Fisichella | Ferrari              | 1:31,704  |           |           | 14     |
| 17  | 17 | Kazuki Nakadžima     | Williams-Toyota      | 1:31,718  |           |           | 15     |
| 18  | 8  | Romain Grosjean      | Renault              | 1:32,073  |           |           | 17     |
| 19  | 21 | Vitantonio Liuzzi    | Force India-Mercedes | 1:32,087  |           |           | 18*    |
| 20  | 14 | Mark Webber          | Red Bull-Renault     | brez časa |           |           | 19     |

### Dirka
| Poz | Št | Dirkač               | Konstruktor          | Krogi | Čas/Odstop  | Št. m. | Toč |
| --- | -- | -------------------- | -------------------- | ----- | ----------- | ------ | --- |
| 1   | 15 | Sebastian Vettel     | Red Bull-Renault     | 53    | 1:28:20,443 | 1      | 10  |
| 2   | 9  | Jarno Trulli         | Toyota               | 53    | + 4,877 s   | 2      | 8   |
| 3   | 1‡ | Lewis Hamilton       | McLaren-Mercedes     | 53    | + 6,472 s   | 3      | 6   |
| 4   | 4‡ | Kimi Räikkönen       | Ferrari              | 53    | + 7,940 s   | 5      | 5   |
| 5   | 16 | Nico Rosberg         | Williams-Toyota      | 53    | + 8,793 s   | 7      | 4   |
| 6   | 6  | Nick Heidfeld        | BMW Sauber           | 53    | + 9,509 s   | 4      | 3   |
| 7   | 23 | Rubens Barrichello   | Brawn-Mercedes       | 53    | + 10,641 s  | 6      | 2   |
| 8   | 22 | Jenson Button        | Brawn-Mercedes       | 53    | + 11,474 s  | 10     | 1   |
| 9   | 5  | Robert Kubica        | BMW Sauber           | 53    | + 11,777 s  | 9      |     |
| 10  | 7  | Fernando Alonso      | Renault              | 53    | + 13,065 s  | 16     |     |
| 11  | 2‡ | Heikki Kovalainen    | McLaren-Mercedes     | 53    | + 13,735 s  | 11     |     |
| 12  | 3‡ | Giancarlo Fisichella | Ferrari              | 53    | + 14,596 s  | 14     |     |
| 13  | 20 | Adrian Sutil         | Force India-Mercedes | 53    | + 14,959 s  | 8      |     |
| 14  | 21 | Vitantonio Liuzzi    | Force India-Mercedes | 53    | + 15,734 s  | 18     |     |
| 15  | 17 | Kazuki Nakadžima     | Williams-Toyota      | 53    | + 17,973 s  | 15     |     |
| 16  | 8  | Romain Grosjean      | Renault              | 52    | +1 krog     | 17     |     |
| 17  | 14 | Mark Webber          | Red Bull-Renault     | 51    | +2 kroga    | 19     |     |
| Ods | 11 | Jaime Alguersuari    | Toro Rosso-Ferrari   | 43    | Trčenje     | 12     |     |
| Ods | 12 | Sébastien Buemi      | Toro Rosso-Ferrari   | 11    | Sklopka     | 13     |     |
| DNS | 10 | Timo Glock           | Toyota               | 0     | Poškodovan  | -      |     |